# Kay Abrahamsen
Kay Abrahamsen (født 13. juni 1898 i Sundby, København, død 24. februar 1993) var en dansk operettesanger, skuespiller og teaterdirektør.
Kay Abrahamsen, der oprindeligt var uddannet bankassistent, blev uddannet på Det Kongelige Danske Musikkonservatorium og Conservatorio di Milano. Sin debut fik han ved en koncert i Odd Fellow Palæet i 1922. Efter optrædener på Casino-Teatret turnerede han i mange år rundt i Danmark som operettesanger. Sammen med Kiss Gregers optrådte han i 1928 i "Valsedrømme" blev han engageret af Gerda Christophersen, der drev et rejsende teater. Her sang han frem til 1937-1938 de førende operetteroller. Dertil kom 1929-1930 samarbejder med Otto Jacobsen og 1936-1937 med Erik Lassen.
Han blev selvstændig i 1954 med eget rejsende operetteteater, der besøgte 90 byer rundt i Danmark og Sydslesvig gennem knap 25 sæsoner. Kulturministeren fratog statstilskuddet i 1973 og trak dermed tæppet væk under teatret, der lukkede i 1974.
I 1973 blev han ridder af Dannebrog.
Kay Abrahamsen er begravet i fællesgraven på Sundby Kirkegård.